# Hotel Traube Tonbach
Koordinaten: 48° 32′ 13,3″ N, 8° 21′ 29,4″ O
Das Hotel Traube Tonbach ist ein Fünf-Sterne-Superior-Hotel im Baiersbronner Ortsteil Tonbach. Das Ferienhotel wird von Heiner Finkbeiner und seiner Familie betrieben.
Das Hotel wird mit drei Michelin Keys als eins der sechs besten Hotels in Deutschland ausgezeichnet.
Das Restaurant Schwarzwaldstube mit Torsten Michel als Küchenchef wurde mit drei Michelinsternen ausgezeichnet, das Restaurant 1789 mit Küchenchef Florian Stolte mit einem.

## Geschichte

### Anfänge ab 1789
Tobias Finkbeiner eröffnete 1789 eine Schänke für Holzfäller, Köhler, Harzbrenner und Fuhrleute; der Gastraum war bis zum Brand 2020 als Bauernstube erhalten. Der Sohn Ludwig Finkbeiner wurde Bäcker und erweiterte die Wirtschaft um eine Backstube. Der Enkel Johann Georg Finkbeiner erwarb das Brennrecht und destillierte Kartoffeln, Rüben, Kernobst, Wildkirschen und Heidelbeeren. 1890 bot Friedrich Finkbeiner (vierte Generation) zusätzlich zu Bier und Most erstmals Wein an, der mit dem Ochsenfuhrwerk aus dem Badischen geholt wurde. Eigene Versuche, Wein vor Ort anzubauen, schlugen jedoch fehl. Er installierte eine Mosterei, die auch Ortsansässige nutzen durften.

### Fremdenzimmer ab 1920
1920 vermietete Heinrich Finkbeiner (fünfte Generation) das erste Fremdenzimmer; bis 1939 baute er 14 weitere aus. Seine Frau Franziska kochte. Die Gäste wurden mit dem Leiterwagen oder dem Schlitten vom Bahnhof in Baiersbronn abgeholt. Während des Zweiten Weltkriegs wurde die Pension vom Hilfswerk Mutter und Kind beschlagnahmt, danach von der französischen Besatzungsmacht 1950 wiedereröffnet.
1957 eröffnete Willi Finkbeiner (sechste Generation) ein neues Gästehaus. Es bot als eines der ersten Schwarzwälder Ferienhotels Zimmer mit Bad und Balkon. Das Haus mit 64 Betten war der erste Trakt des heutigen Hotels.

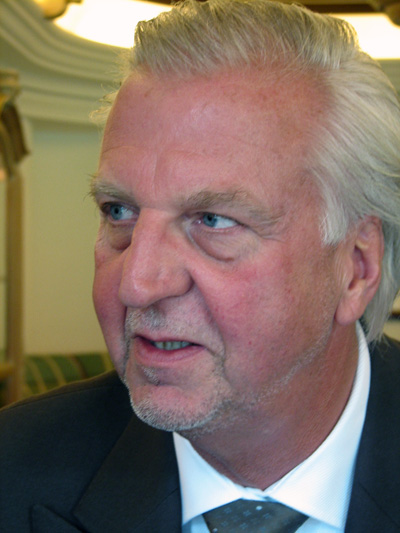
Heiner Finkbeiner (2007)

### Luxusgastronomie ab 1977
1977 wurde die Schwarzwaldstube mit Küchenchef Wolfgang Staudenmaier und Restaurantleiter Heiner Finkbeiner eröffnet. 1980 wurde Harald Wohlfahrt Küchenchef der Schwarzwaldstube. 
1992 erhielt das Restaurant unter Wohlfahrt erstmals drei Michelinsterne. 1993 übernahm Heiner Finkbeiner (siebte Generation) die Leitung des Hotels.
2001 eröffnete die Badelandschaft mit Meerwasserbecken, Saunen, Eis-Iglu, Pool-Bistro, Fitnessraum und Massageangebot. 2004 erfolgte die Renovierung der Konferenzräume sowie deren Ausstattung mit moderner Technik. 2006 kam der Traube Tonbach Court hinzu. 2009 wurde die Vinothek Traube Tonbach von Stéphane Gass eröffnet.

### Achte Generation ab 2009
Matthias und Sebastian Finkbeiner wurden 2009 Mitglieder der Geschäftsleitung. Im November 2009 nahm die Traube Tonbach ihr Blockheizkraftwerk in Betrieb, das rund 65 % des Strombedarfs des Hotels deckt. 2010 wurde Heiner Finkbeiner vom Großen Restaurant & Hotel Guide als „Hotelier des Jahres 2011“ ausgezeichnet. 2011 und 2012 wurde der Haupteingang der Traube Tonbach umgestaltet und das Spa & Resort erweitert. Zudem wurde das Haus zu großzügigen Appartements umgebaut. Inzwischen erfolgt die gesamte Energieversorgung der Hotelanlage aus dem eigenen Blockheizkraftwerk.
2017 übernahm Torsten Michel die Position des Küchenchefs Schwarzwaldstube von Harald Wohlfahrt und verteidigte weiterhin die Auszeichnung des Guide Michelin mit drei Sternen. 2019 erhielt das Restaurant Köhlerstube unter Küchenchef Florian Stolte einen Michelinstern. Daneben existieren weitere Restaurants und Bars.

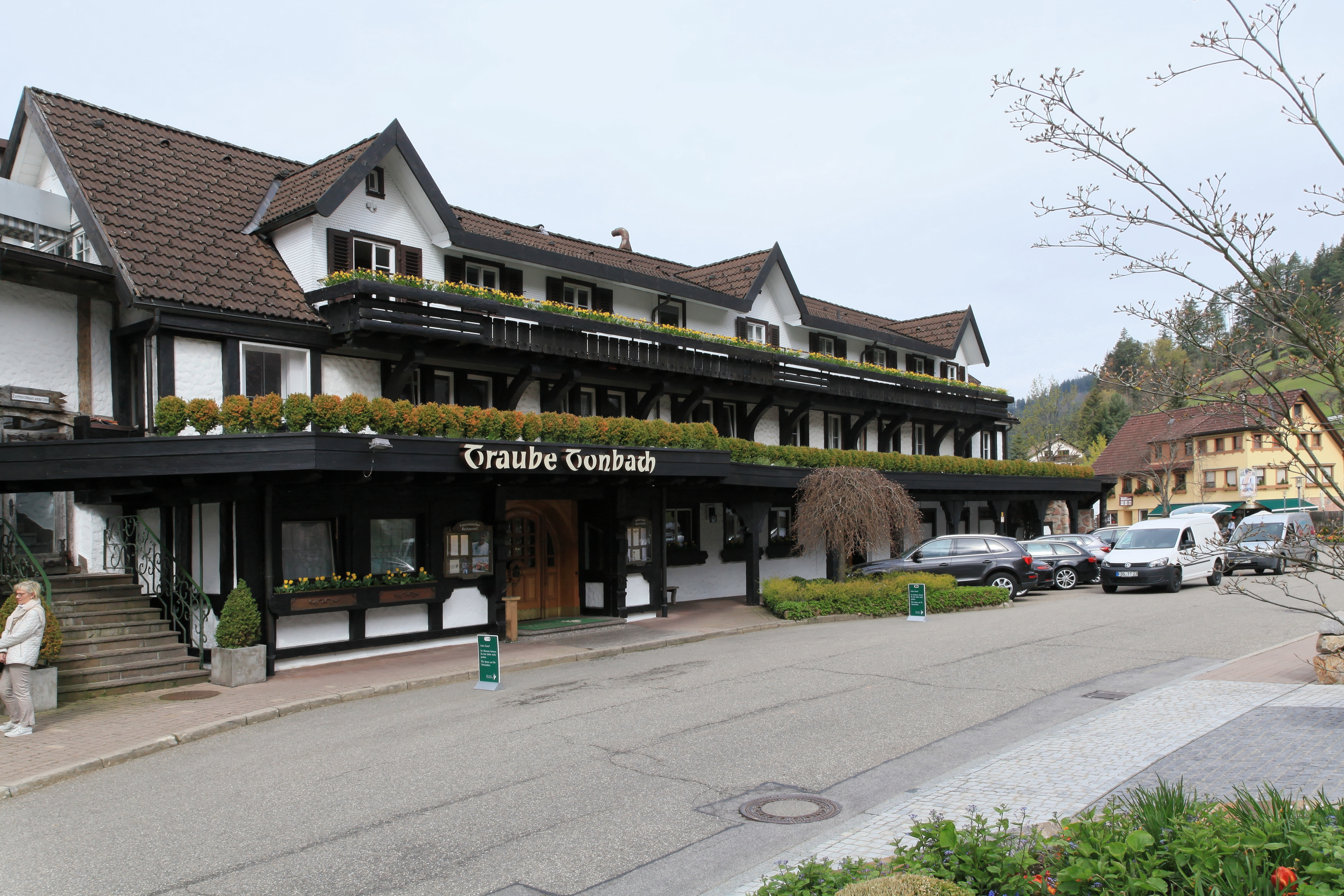
Das Stammhaus vor dem Brand

### Brand des Stammhauses 2020 und Neubau
Am 5. Januar 2020 brannte das Stammhaus mit beiden Sterne-Restaurants aus; das Gebäude musste daraufhin abgerissen werden. Ende Mai 2020 öffneten beide Restaurants im Interims-Bau Temporaire.
Der Neubau wurde am 8. April 2022 eröffnet.